# Raport Piłata
Raport Piłata (łac. Anaphora Pilati) – grecki apokryf Nowego Testamentu, należący do cyklu Piłata. Treściowo z apokryfem bezpośrednio powiązane jest Wydanie Piłata (łac. Paradosis Pilati).

## Raport Piłata
Od II wieku istniała tradycja o jakimś raporcie Piłata w sprawie śmierci Jezusa, ponieważ wspominali o nim Tertulian i Euzebiusz z Cezarei. Jednakże datę powstania Anaphora Pilati przyjmuje się na V wiek.
Raport miał być napisany do Augusta (który w momencie śmierci Jezusa już nie żył). Piłat wspominał o cudach Jezusa, jak liczne uzdrowienia i wskrzeszenia (w tym wskrzeszenie Łazarza), podkreślając, iż wiele spośród nich dokonało się w szabat. Następnie opisał, że pod naciskiem Heroda, Archelaosa, Filipa, Annasza, Kajfasza i tłumu wydał na Jezusa wyrok ubiczowania i ukrzyżowania, mimo że nie znajdował w nim żadnej winy. Namiestnik opisał niezwykłe znaki towarzyszące śmierci Jezusa, włączywszy w to zaćmienie Słońca, trzęsienie ziemi i zmartwychwstanie patriarchów, Mojżesza i Hioba. W zmierzch szabatu ukazało się jaśniejące Słońce i tłum aniołów głoszących zmartwychwstanie Jezusa. Piłat zatem zapewnia o swoim lęku z powodu tych wydarzeń.

## Wydanie Piłata
Wydanie Piłata jest powiązane z Raportem zarówno poprzez treść, jak i rękopisy, na ogół umieszczające Wydanie bezpośrednio po Raporcie. Według apokryfu cesarz, dowiedziawszy się o niesprawiedliwym wyroku wydanym przez Piłata, nakazał go aresztować i przewieźć do Rzymu. Cesarz nie przyjął tłumaczenia o nacisku Żydów, argumentując, iż Jezus powinien zostać przewieziony do Rzymu i osądzony przez niego samego; wspomniawszy imię Chrystusa, runęły posągi bogów. Następnego dnia Piłat powtórzył swoje zeznanie podczas przesłuchania na Kapitolu. W następstwie cesarz nakazał wypędzenie Żydów z Judei i oddanie ich w niewolę, a Piłata skazał na ścięcie mieczem. Przed śmiercią Piłat modlił się do Jezusa o przebaczenie, w odpowiedzi słysząc głos z nieba, iż będą go błogosławić wszystkie narody. Po ucięciu głowy została ona zabrana przez anioła do nieba.
Jak zauważył Marek Starowieyski, opis przesłuchań Piłata przypomina opis przesłuchań pierwszych męczenników, a opis jego śmierci – opis śmierci świętego Cypriana. Wydanie Piłata jest przychylne Piłatowi, zaś wrogie Żydom.